# Daniel Maggetti
Daniel Maggetti (* 24. Januar 1961 in Intragna, Kanton Tessin) ist ein französischsprachiger Schweizer Literaturwissenschaftler  und Schriftsteller.

## Leben
Daniel Maggetti studierte Französische Literatur an der Universität Lausanne, wo er 1994 promovierte. Er war bzw. ist unter anderem an der Herausgabe der Histoire de la littérature en Suisse romande und der kritischen Gesamtausgabe der Werke von Charles Ferdinand Ramuz beteiligt. Seit 2003 ist er ordentlicher Professor und Direktor des Centre de recherches sur les lettres romandes an der Universität Lausanne.
Daneben hat er eigene Romane, Erzählungen und Gedichte veröffentlicht.
Maggetti ist Mitglied des Vereins Autorinnen und Autoren der Schweiz (AdS) und lebt in Lausanne.

## Auszeichnungen
- 1995: Prix de la Société académique vaudoise
- 1997: Prix Sévigné
- 1998: Prix Michel Dentan
- 2008: Prix Lipp Suisse

## Werke

### Belletristik
- La mort, les anges, la poussière, 1995 (Erzählungen)
- Chambre 112, 1997 (Roman)
- Pleins-vents, 2000 (Gedichte)
- Julia Alpinula à la trace, 2005 (Essay)
- Les Créatures du Bon Dieu, 2007 (Roman)
- La Veuve à l’enfant, 2015 (Roman)
- Une femme obscure, 2019 (Roman)

### Sachbücher
- L’invention de la littérature romande 1830–1910. Payot, Lausanne 1995 (= Diss. 1994)
- La Beauté sur la terre de Charles Ferdinand Ramuz (mit Stéphane Pétermann). ACEL, Biel 2010
- Vies de C.F. Ramuz (mit Stéphane Pétermann). Slatkine, Genf 2013
- Cingria. L’extincteur et l’incendiaire. La Baconnière, Genf 2021